# Маркиз де Эличе
Маркиз де Эличе (ранее Хэличе) — испанский дворянский титул. Он был создан в 1624 году королем Испании Филиппом IV для своего фаворита, Гаспара де Гусмана и Пиментеля, 3-го графа де Оливареса (1587—1645), потомка герцогов де Медина-Сидония. Также от короля он получил титулы 1-го графа де Асналькольяр и 1-го герцога де Санлукар-ла-Майор. После получения в 1625 году герцогского титула Гаспар де Гусман и Пиментель стал именоваться графом-герцогом де Оливаресом.
Название маркизата происходит от названия местечка Хэличе (сейчас муниципалитет Оливарес, провинция Севилья, автономное сообщество Андалусия).

## Маркизы де Эличе
|                                             | Титул                                                          | Период                                      |
| Креация создана королем Испании Филиппом IV | Креация создана королем Испании Филиппом IV                    | Креация создана королем Испании Филиппом IV |
| ------------------------------------------- | -------------------------------------------------------------- | ------------------------------------------- |
| I                                           | Гаспар де Гусман и Пиментель                                   | 1624-1645                                   |
| II                                          | Луис Мендес де Аро и Гусман                                    | 1645-1661                                   |
| III                                         | Гаспар де Аро и Фернандес де Кордова                           | 1661-1687                                   |
| IV                                          | Каталина де Аро и Гусман                                       | 1687-1733                                   |
| V                                           | Мария Тереза Альварес де Толедо и Аро                          | 1739-1755                                   |
| VI                                          | Фернандо де Сильва Мендоса и Толедо                            | 1755-1776                                   |
| VII                                         | Мария дель Пилар Тереза Каэтана де Сильва и Альварес де Толедо | 1776-1802                                   |
| VIII                                        | Карлос Мигель Фитц-Джеймс Стюарт и Сильва                      | 1802-1835                                   |
| IX                                          | Хакобо Фитц-Джеймс Стюарт и Вентимилья                         | 1835-1881                                   |
| X                                           | Карлос Мария Фитц-Джеймс Стюарт и Палафокс                     | 1881-1901                                   |
| XI                                          | Хакобо Фитц-Джеймс Стюарт и Фалько                             | 1902-1953                                   |
| XII                                         | Мария дель Росарио Каэтана Фитц-джеймс Стюарт и Сильва         | 1953-2014                                   |
| XIII                                        | Карлос Фитц-Джеймс Стюарт и Мартинес де Ирухо                  | 2015 — настоящее время                      |

## История маркизов де Эличе
- Гаспар де Гусман и Пиментель (1587—1645), 1-й маркиз де Эличе, 1-й герцог де Санлукар-ла-Майор, 3-й граф де Оливарес, 1-й герцог де Оливарес, 1-й маркиз де Асналькольяр. Второй сын Энрике де Гусмана и Риберы, 2-го графа де Оливареса (1547—1607), и Марии Пиментель де Фонсека, дочери Херонимо де Асеведо, 4-го графа де Монтеррей, и Инес де Веласко.

1. Супруга — Инес де Асеведо и Гусман (1584—1647), дочери Гаспара де Асеведо и Суньиги (1560—1606), 5-го графа де Монтеррей (1563—1606), вице-короля Новой Испании (1595—1603) и Перу (1604—1606), и Инес де Веласко и Арагон.

Его единственная дочь, Мария де Гусман и Суньига (1609—1626), 4-я графиня де Оливарес, 2-я герцогиня де Оливарес и 1-я герцогиня де Медина-де-лас-Торрес, вышла замуж за Рамиро Нуньеса де Гусмана (1612—1668), 2-го маркиза дель-Тораль и 2-го герцога де Медина-де-лас-Торрес. Но их брак был бездетным. Графский титул унаследовал его племянник:
- Луис Мендес де Аро и Гусман (1598—1661), 2-й маркиз де Эличе, 5-й граф и 3-й герцог де Оливарес, 1-й герцог де Монторо, 6-й маркиз дель Карпио и 2-й граф де Моренте. Сын Диего Мендеса де Аро, 5-го маркиза дель-Карпио (ок. 1590—1648), и Франсиски де Гусман, сестры Гаспара де Гусмана, графа-герцога де Оливареса.

1. Супруга — Каталина Фернандес де Кордова и Арагон (1610—1647), дочь Энрике де Арагона Фолька де Кардоны и Кордовы[исп.] (также известного как Рамон Фольк де Кардона), 5-го герцога де Сегорбе и 6-го герцога де Кардона, 36-го графа де Ампурьяс, 11-го графа де Прадес, 4-го маркиза де Комарес и 6-го маркиза де Пальярс, виконта де Вильямур и барона де Энтенса, и Каталины де Кордовы и Фигероа, дочери 4-го маркиза де Прьего. Ему наследовал их сын:

- Гаспар де Аро и Фернандес де Кордова (1629—1687), 3-й маркиз де Эличе, 6-й граф и 4-й герцог де Оливарес, 2-й герцог де Монторо, 7-й маркиз дель-Карпио, 3-й граф де Моренте.

1. Супруга — Антония Мария де ла Серда, дочь Антонио Хуана де ла Серды и Толедо, 7-го герцога де Мединасели, 6-го маркиза де Когольюдо, 6-го графа дель Пуэрто-де-Санта-Мария, и Анны Франсиски Портокарреро, 3-й маркизы де Алькала-де-ла-Аламеда, 5-й герцогини де Алькала-де-лос-Гасулес, 8-й маркизы де Тарифа и 10-й графини де Лос-Моларес.
2. Супруга — Тереза Энрикес де Кабрера, дочь Хуана Гаспара Энрикеса де Кабреры, 6-го герцога де Медина-де-Риосеко, 10-го графа де Мельгар, 10-го графа де Руэда, графа де Модика. Ему наследовал его сын от второго брака:

- Каталина Мендес де Аро и Гусман и Энрикес де ла Серда (1672—1733), 4-я маркиза де Эличе, 7-я графиня де Оливарес, 5-я герцогиня де Оливарес, 3-я герцогиня де Монторо, 8-я маркиза дель-Карпио, 4-я графиня де Моренте, 8-я графиня де Монтеррей, 3-я маркиза де Тарасона, 8-я графиня де Айяла, 6-я графиня де Фуэнтес-де-Вальдеперо.

1. Супруг — Франсиско Альварес де Толедо и Сильва[исп.] (1662—1739), 10-й герцог де Альба, 7-й герцог де Уэскар, 11-й граф де Лерин, 10-й маркиз де Кория, 9-й маркиз де Вильянуэва-дель-Рио, 11-й граф де Осорно. Ей наследовала её единственная дочь:

- Мария Тереза Альварес де Толедо и Аро[исп.] (1691—1755), 5-я маркиза де Эличе, 11-я герцогиня де Альба, 8-я герцогиня де Уэскар, 12-я графиня де Лерин, 11-я маркиза де Кория, 10-я маркиза де Вильянуэва-дель-Рио, 12-я графиня де Осорно, 6-я графиня-герцогиня де Оливарес, 4-я герцогиня де Монторо, 9-я маркиза дель-Карпио, 9-я графиня де Монтеррей, 4-я маркиза де Тарасона, 9-я графиня де Айяла, 7-я графиня де Фуэнтес-де-Вальдеперо.

1. Супруг — Мануэль Мария де Сильва Мендоса и де ла Серда (1677—1728), 9-й граф де Гальве, сын Грегорио де Сильвы Мендосы и Сандоваля, 5-го герцога де Пастрана, и Марии де Аро и Гусман из дома маркизов дель-Карпио. Ей наследовал их сын:

- Фернандо де Сильва и Альварес де Толедо (1714—1778), 6-й маркиз де Эличе, 12-й герцог де Альба, 9-й герцог де Уэскар, 13-й граф де Лерин, 12-й маркиз де Кория, 11-й маркиз де Вильянуэва-дель-Рио, 13-й граф де Осорно, 7-й граф-герцог де Оливарес, 5-й герцог де Монторо, 10-й маркиз дель-Карпио, 10-й граф де Монтеррей, 5-й маркиз де Тарасона, 10-й граф де Айяла, 8-й граф де Фуэнтес-де-Вальдеперо, 13-й констебль Наварры, 11-й граф де Гальве.

1. Супруга — Мария Каталина де Веласко, дочь Хосе де Веласко и Карвахаля, 8-го герцога де Фриас, 5-го маркиза де Ходар, 10-го графа де Аро и 6-го маркиза де Берланга.
2. Супруга — Мария Бернарда Альварес де Толедо и Португаль, дочь Висенте Педро Альвареса де Толедо и Португаля, 9-го графа де Оропеса, 7-го графа де Алькаудете, графа де Бельвис, графа де Делейтоса, маркиза де Фречилья и Вильяррамьель, маркиза де Харандилья, и Марии де ла Энкарнасьон Фернандес де Кордовы и де ла Серды. Ему наследовала его внучка:

- Мария дель Пилар Тереза Каэтана де Сильва и Альварес де Толедо (1762—1802), 7-я маркиза де Эличе, 13-я герцогиня де Альба, 14-я графиня де Лерин, 8-я графиня-герцогиня де Оливарес, 6-я герцогиня де Монторо, 11-я маркиза дель-Карпио, 11-я графиня де Монтеррей, 13-я графиня де Оропеса и 14-я графиня де Осорно. Единственная дочь Франсиско де Паула де Сильва и Альварес де Толедо (1733—1770), 10-го герцога де Уэскара (1755—1770), и Марианы дел Пилар де Сильва-Базан и Сармьенто.

1. Супруг — Хосе Альварес де Толедо и Гонзага (1756—1796), 15-й герцог де Медина-Сидония, 11-й герцог де Монтальто, 8-й герцог де Фернандина. Брак был бездетным. Ей наследовал её троюродный племянник:

- Карлос Мигель Фитц-Джеймс Стюарт и Сильва (1794—1835), 8-й маркиз де Эличе, 7-й герцог де Бервик, 7-й герцог де Лирия-и-Херика, 14-й герцог де Альба-де-Тормес, 15-й граф де Лерин, 7-й герцог де Монторо, 9-й граф-герцог де Оливарес и т. д. Младший сын гранда Хакобо Филипе Фитц-Джеймса Стюарта и Сильвы (1773—1794), 5-го герцога де Лириа-и-Херика и 5-го герцога Бервика (1787—1794), и Марии Терезы Фернандес и Палафокс (1772—1818).

1. Супруга — Розалия Вентимилья и Монкада д’Арагона (1798—1868), дочь Луиджи ди Вентимилья, 2-го принца ди Граммонте, и Элеоноры ди Монкада. Ему наследовал их старший сын:

- Хакобо Фитц-Джеймс Стюарт и Вентимилья (1821—1881), 9-й маркиз де Эличе, 15-й герцог де Альба, 8-й герцог де Бервик, 8-й герцог де Монторо, 10-й граф-герцог де Оливарес и т. д.

1. Супруга — Мария Франсиска де Салес Палафокс Портокарреро и Киркпатрик (1825—1860), 14-я герцогиня де Пеньяранда-де-Дуэро, 9-я графиня де Монтихо, 17-я графиня Миранда-дель-Кастаньяр, старшая дочь Киприано Палафокса и Портокарреро (1784—1839), графа де Теба и де Монтихо, и Марии Мануэлы Киркпатрик (1794—1879). Ему наследовал их единственный сын:

- Карлос Мария Фитц-Джеймс Стюарт и Палафокс (1849—1901), 10-й маркиз де Эличе, 16-й герцог де Альба, 9-й герцог де Бервик, 9-й герцог де Лирия-и-Херика, 11-й граф-герцог де Оливарес.

1. Супруга — Мария дель Росарио Фалько и Осорио (1854—1904), 22-я графиня де Сируэла, дочь Мануэля Фалько д’Адды, 14-го маркиза де Альмонасид де лос Отерос, и Марии дель Пилар Осорио и Гутьеррес де лос Риос, 3-й герцогини де Фернан-Нуньес. Ему наследовал в 1901 году их старший сын:

- Хакобо Фитц-Джеймс Стюарт и Фалько (1878—1953), 11-й маркиз де Эличе, 17-й герцог де Альба, 10-й герцог де Бервик, 10-й герцог де Лирия-и-Херика, 12-й граф-герцог де Оливарес и т. д.

1. Супруга — Мария дель Росарио де Сильва и Гуртубай (1900—1934), дочь Альфонсо де Сильва и Фернандеса де Кордобы (1877—1955), 16-го герцога Алиага, и Марии дель Росарио Гуртубай (1879—1948). Ему наследовала их единственная дочь:

- Мария дель Росарио Каэтана Фитц-Джеймс Стюарт и Сильва (1926—2014), 12-я маркиза де Эличе, 18-я герцогиня де Альба-де-Тормес, 11-я герцогиня де Бервик, 11-я герцогиня де Лирия-и-Херика, 13-я графиня-герцогиня де Оливарес и т. д.

1. Супруг с 1947 года Луис Мартинес де Ирухо и Артаскос (1919—1972)
2. Супруг с 1978 года Хесус Агирре и Ортис де Сапате (1934—2001)
3. Супруг с 2011 года Альфонсо Диес Карабантес (род. 1950). Ей наследовал её старший сын от первого брака:

- Карлос Фитц-Джеймс Стюарт и Мартинес де Ирухо (род. 1948), 13-й маркиз де Эличе, 19-й герцог де Альба, 12-й герцог де Бервик, 12-й герцог де Лирия-и-Херика, 14-й граф-герцог де Оливарес и т. д.

1. Супруга с 1988 года Матильда де Солис-Бомон и Мартинес-Кампос (род. 1963), развод в 2004 году.